# Milada Jarušková
Milada Jarušková (26. února 1882 Slapy nad Vltavou – ???) byla česká učitelka jazyků žijící ve Spojených státech amerických, členka tamější buňky tzv. Prvního československého odboje, která byla spolu s Annou Chaloupkovou na jaře roku 1917 vyslána do Rakouska-Uherska jako kurýrka s tajným vzkazem pro domácí ústředí odbojové organizace Maffie. Po příjezdu do Čech byla na hranicích rakouskou policií odhalena, odsouzena za velezradu a až do vzniku Československa byla vězněna.

## Život
Narodila se ve Slapech do rodiny obchodníka Karla Jaruška. V mládí se usadila ve Spojených státech. Angažovala se v americké komunitě Čechů a Slováků. Pracovala jako učitelka jazyků. Jejím bratrem byl Slavomír Kratochvíl (Jarušek), novinář českých deníků v USA žijící po roce 1900 v New Yorku či Karel Jarušek, editor Lidových novin a majitel Jaruškova domu v Brně.

### Československý odboj
Po vypuknutí první světové války zde navštěvovala okruh tzv. Národního sdružení, krajanské organizace snažící se dosáhnout podpory k uznání samostatného československého státu nezávislého na Rakousku-Uhersku. Spolek vedený chicagským lékařem Ludvíkem Fisherem sjednocoval české a slovenské krajany v USA v podpoře aktivit exilové skupiny Tomáše Garrigue Masaryka, Edvarda Beneše a Milana Rastislava Štefánika zasazujících se o vznik samostatného Československa.

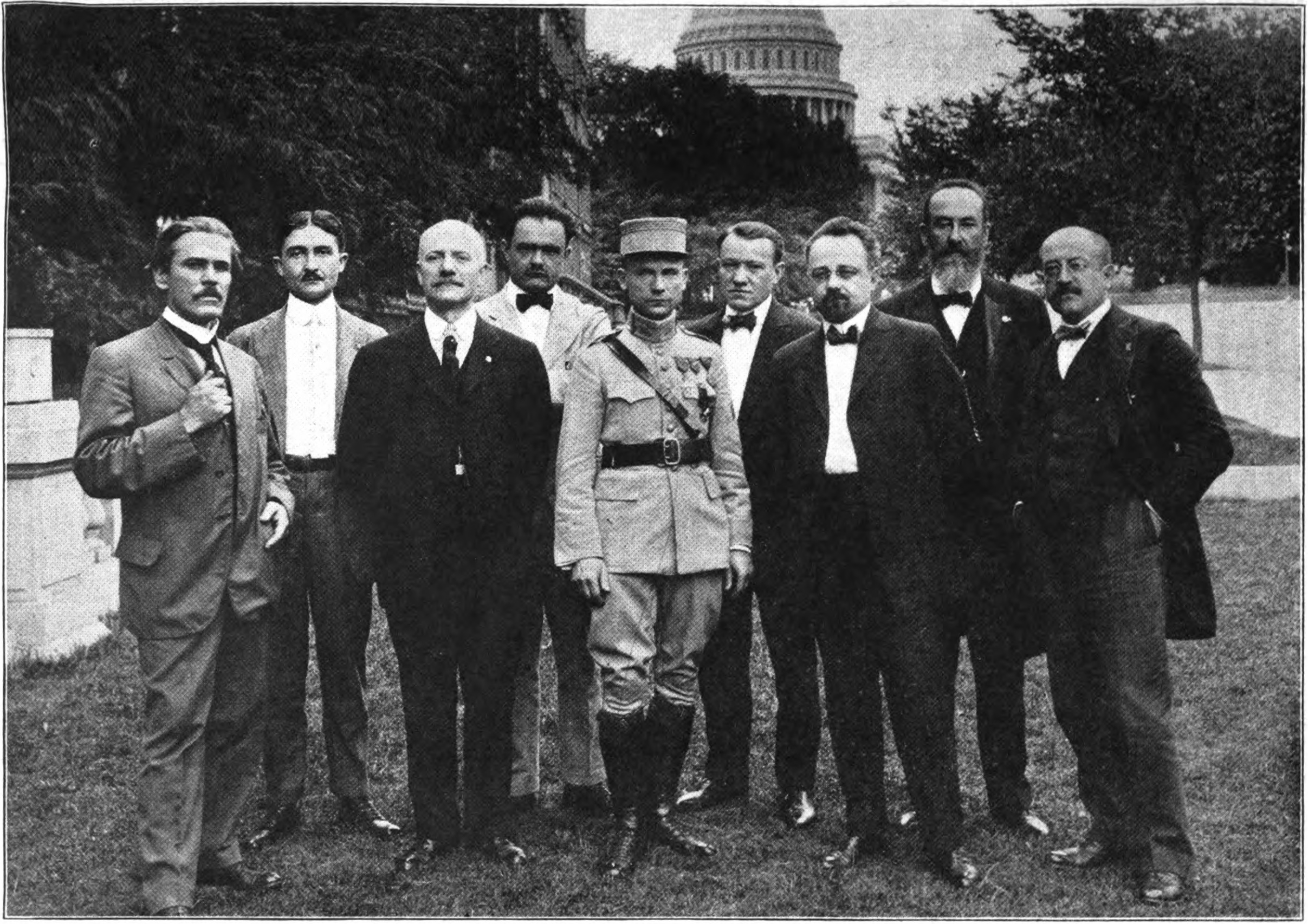
Setkání postav prvního československého odboje ve Washingtonu, D.C. (E. Voska čtvrtý zprava)

Po zapojení Spojených států do války a přerušení diplomatických a dopravních styků s mocnostmi Trojspolku se pro československý odboj naskytla poslední příležitost k předání informací o exilové činnosti domácímu ústředí. Jarušková byla spolu s Annou Chaloupkovou oslovena ke spolupráci šéfem československé informační služby Emanuelem Voskou, neboť ženy vzbuzovaly obecně menší podezření z nepřátelské špionáže. Složila slib, že nic ze svěřených informací nesmí, ani pod pohrůžkou, vyzradit, zprávu měla předat členovi odboje Dr. Gustavu Habrmanovi. Zpaměti se pak musela naučit několik stránek textu, který z bezpečnostních důvodů nemohla vézt s sebou. Spolu s Jaruškovou nastoupila 4. května 1917 na zaoceánský parník Ryndam, který jako jeden z posledních spojů odvážel zbylé státní úředníky mocností Trojspolku z kontinentu, včetně rakousko-uherského velvyslance hraběte Tarnowského a hraběte Berensdorfa, vyhoštěného velvyslance Německého císařství.

### V Evropě
Po příjezdu do Německa vlakem do Prahy. Zde byla v Podmoklech na německo-rakousko-uherské hranici (nejspíše na nádraží) kontaktována policejním komisařem v civilu Jankou, který se jí představil jako český vlastenec a po jejím prořeknutí ji nechal okamžitě zadržet. Byla přepravena do Vídně a vojenským soudem odsouzena 23. července 1918 k trestu smrti, podobně jako rovněž dříve věznění Karel Kramář, Alois Rašín a další účastníci odboje. Trest byl na základě amnestie změněn na vězení, ze kterého Jarušková vyšla v listopadu 1918. Po čase se vrátila zpět do Spojených států.

### Po roce 1918
Roku 1928 pak obdržela z rukou ministra národní obrany Františka Udržala Československou revoluční medaili za přínos při vzniku státu. Poté se vrátila zpět do USA.